# Hellmut Andics
Hellmut Andics (* 25. August 1922 in Wien; † 19. August 1998 ebenda) war ein österreichischer Journalist, Publizist und Drehbuchautor.

## Leben

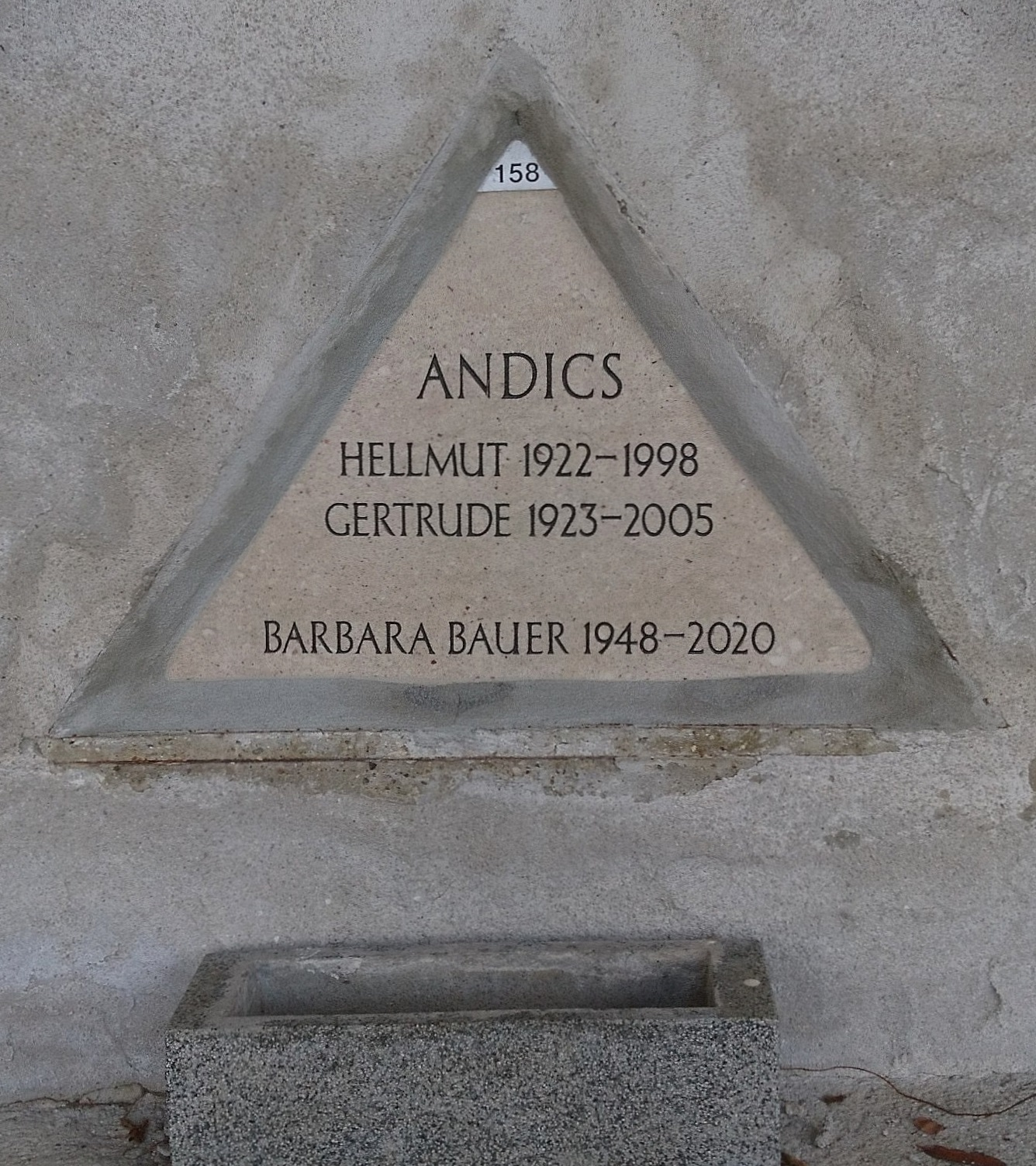
Feuerhalle Simmering, Urnengrab von Hellmut Andics (2024)

Der Sohn eines antiklerikal und deutschnational gesinnten Corpsstudenten mit Sympathien für das kommunale Wohnbauprogramm des „Roten Wien“ der Zwischenkriegszeit hatte mütterlicherseits jüdische Vorfahren – eine Familiensituation, die ihr Echo in seinem  Werk finden sollte. Nach Kriegsdienst im Zweiten Weltkrieg wurde Andics Journalist und arbeitete als Redakteur unter anderem beim Neuen Österreich und der Presse.
Von 1. März 1979 bis 31. Dezember 1980 war Andics Intendant der in die Burgenländischen Festspiele integrierten Schloßspiele Kobersdorf sowie der Joseph-Haydn-Tage, Eisenstadt. Von 11. Oktober 1982 bis 27. Oktober 1986 war er Intendant des ORF-Landesstudios Burgenland.
Bekannt wurde er für seine zeitgeschichtlichen Reportagen und Dokumentationen. Er schrieb auch das Drehbuch zur Fernsehserie Ringstraßenpalais. Auch für den fünfteiligen dokumentarischen Fernsehfilm Bürgerkrieg in Rußland, welchen das ZDF 1967 unter der Regie von Wolfgang Schleif produzierte, schrieb er das Buch. Er hatte auch die Idee zu der Fernsehserie Der Salzbaron von Bernd Fischerauer.
Andics war Vater zweier Söhne (Eric und Maximilian) und hatte drei Enkel (Daniel, Therese und Sophie).
Hellmut Andics verstarb in seiner Wiener Wohnung in den frühen Morgenstunden des 19. August 1998 an Herzversagen; er wurde im Arkadengang der Feuerhalle Simmering (ALI 158) in Wien nahe der Urnennische von Rudolf Saliger beigesetzt.
Andics war Freimaurer, seit 1969 Mitglied der Loge Libertas Gemina und 1970 Gründungsmitglied der Loge Libertas Oriens.

## Auszeichnungen
- 1970: Dr.-Karl-Renner-Publizistikpreis
- 1992: Kulturpreis des Landes Burgenland

## Werke
- Der Staat, den keiner wollte, 1962
- Die Laster dieser Zeit, 1964
- Der Fall Otto Habsburg. Ein Bericht, 1965
- Der große Terror. Von den Anfängen der russischen Revolution bis zum Tode Stalins, 1967
- Der ewige Jude. Ursachen und Geschichte des Antisemitismus, Verlag Fritz Molden, Wien 1965.
- 50 Jahre unseres Lebens. Österreichs Schicksal seit 1918, 1968
- Die Frauen der Habsburger, 1969
- Das österreichische Jahrhundert. Die Donaumonarchie 1804–1918, 1974
- Ende und Anfang, 1975
- Der Untergang der Donaumonarchie. Österreich-Ungarn von der Jahrhundertwende bis zum November 1918, 1976
- Die Insel der Seligen. Österreich von der Moskauer Deklaration bis zur Gegenwart, 1976
- Begegnung an der Donau, 1977
- Gründerzeit. Das schwarzgelbe Wien bis 1867, 1981
- Ringstraßenwelt. Wien 1867–1887, 1983
- Luegerzeit. Das Schwarze Wien bis 1918, 1984
- Die Juden in Wien, 1988

## Filmografie
- 1958: Gefährdete Mädchen
- 1958: Hoch klingt der Radetzkymarsch
- 1958: Die Straße
- 1958: Der Priester und das Mädchen
- 1959: Mädchen für die Mambo-Bar
- 1959: Zwölf Mädchen und ein Mann
- 1960: Frauen in Teufels Hand
- 1961: Deutschland – deine Sternchen
- 1962: Wenn beide schuldig werden
- 1962: Der rote Rausch
- 1964: Wolken über Kaprun (TV-Serie)
- 1964: Das Kriminalgericht (TV-Serie)
- 1965: An der schönen blauen Donau (TV)
- 1966: Der Fall Auer/Ranneth – Unschuldig hinter Gittern (TV)
- 1966: Der Fall der Generale (TV)
- 1967: Der rasende Reporter – Egon Erwin Kisch (TV)
- 1967–1968: Bürgerkrieg in Rußland (TV-Mehrteiler)
- 1968: Der Baum von Kfar Etzyon (TV)
- 1968: Sir Roger Casement (TV-Zweiteiler)
- 1969: Der spanische Bürgerkrieg (TV)
- 1969: Gnade für Timothy Evans (TV)
- 1970: Der Tod des Deputierten Jean Jaurès (TV)
- 1971: Die Münchner Räterepublik (TV)
- 1971: Der Fall Jägerstätter (TV)
- 1971: Kaiser Karls letzte Schlacht (TV)
- 1971: Die drei Gesichter der Tamara Bunke (TV)
- 1972: Das bin ich – Wiener Schicksale aus den 30er Jahren: Österreich zwischen Demokratie und Diktatur (TV)
- 1973: Wenn ihr wollt, ist es kein Märchen (TV)
- 1973: Du stirbst nicht allein – Ein deutscher Kriegspfarrer in Paris (TV)
- 1976: Die Insel der Seligen (TV)
- 1980–1989: Ringstraßenpalais (TV-Serie)
- 1983: Roda Rodas rote Weste (TV)
- 1984: Heiße Tage im Juli (TV)
- 1994: Der Salzbaron (TV-Mehrteiler)